# European Champions Cup 2009 (hockey in-line)
L'European Champions Cup 2009 è stata la 7ª edizione della massima competizione europea per squadre di club di hockey in-line. È stata disputata dal 27 al 29 novembre 2009 a Rethel in Francia.
Il Diables Rethelois si è aggiudicato il trofeo per la quarta volta nella sua storia sconfiggendo in finale l'Asiago Vipers.

## Squadre partecipanti
Direttamente qualificate all'European Champions Cup:
- Diables Rethelois
- Assenheim
- Asiago Vipers
- Espanya Maiorca

Qualificate dalla Confederation Cup:
- Artzak d'Anglet
- Grenoble Yetis
- Edera Trieste
- Hawks d’Angers

## Partite

### Quarti di finale
| Rethel 27 novembre 2009 | Diables Rethelois | 10 – 4 | Edera Trieste |  |

| Rethel 27 novembre 2009 | Assenheim | 2 – 4 | Hawks d’Angers |  |

| Rethel 27 novembre 2009 | Espanya Maiorca | 6 – 5 (d.c.r.) | Artzak d'Anglet |  |

| Rethel 27 novembre 2009 | Asiago Vipers | 5 – 2 | Grenoble Yetis |  |

### Semifinali 5º / 8º posto
| Rethel 28 novembre 2009 | Grenoble Yetis | 2 – 5 | Artzak d'Anglet |  |

| Rethel 28 novembre 2009 | Edera Trieste | 5 – 2 | Assenheim |  |

### Semifinali 1º / 4º posto
| Rethel 28 novembre 2009 | Asiago Vipers | 9 – 4 | Espanya Maiorca |  |

| Rethel 28 novembre 2009 | Diables Rethelois | 6 – 3 | Hawks d’Angers |  |

### Finale 7º posto
| Rethel 29 novembre 2009 | Grenoble Yetis | 7 – 2 | Assenheim |  |

### Finale 5º posto
| Rethel 29 novembre 2009 | Edera Trieste | 5 – 4 (d.t.s.) | Artzak d'Anglet |  |

### Finale 3º posto
| Rethel 29 novembre 2009 | Espanya Maiorca | 7 – 5 | Hawks d’Angers |  |

### Finale 1º posto
| Rethel 29 novembre 2009 | Diables Rethelois | 4 – 3 | Asiago Vipers |  |